# فيلا بيسكوسي (بافيا)
فيلا بيسكوسي (بالإيطالية: Villa Biscossi)‏ هي بلدة تقع في مقاطعة بافيا بإقليم لومبارديا في شمال إيطاليا. تبلغ مساحة هذه المدينة 5 (كم²)، وترتفع عن سطح البحر م، بلغ عدد سكانها 74 نسمة في عام 2004 حسب إحصاء المعهد الوطني للإحصاء.

## السكان
في سنة 1861 بلغ عدد السكان 497 نسمة، وتطور العدد ليصل في سنة 2011 لـ 75 نسمة.
يظهر هذا المخطط البياني تطور النمو السكاني لـ فيلا بيسكوسي (بافيا)

## معرض صور

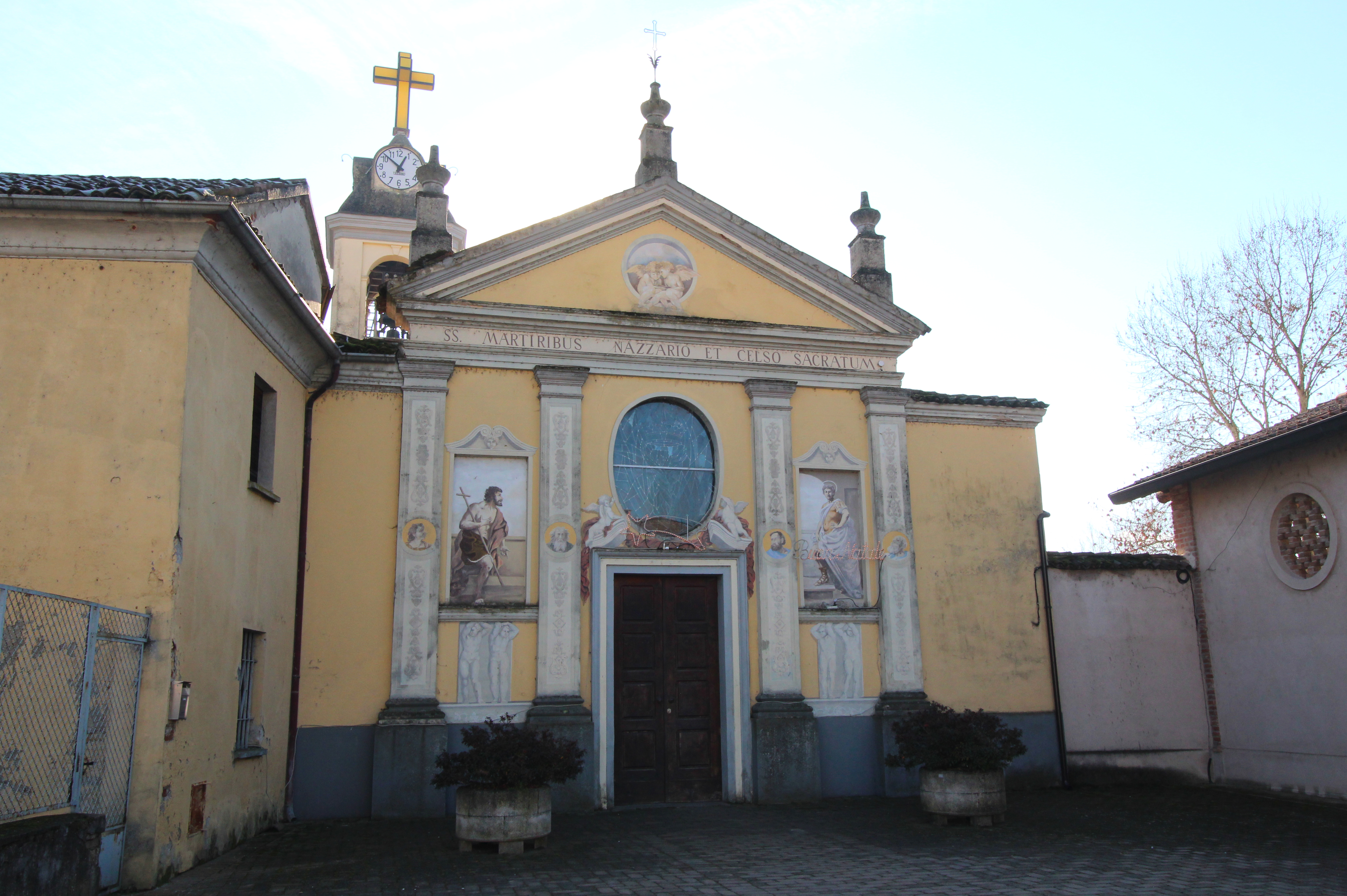
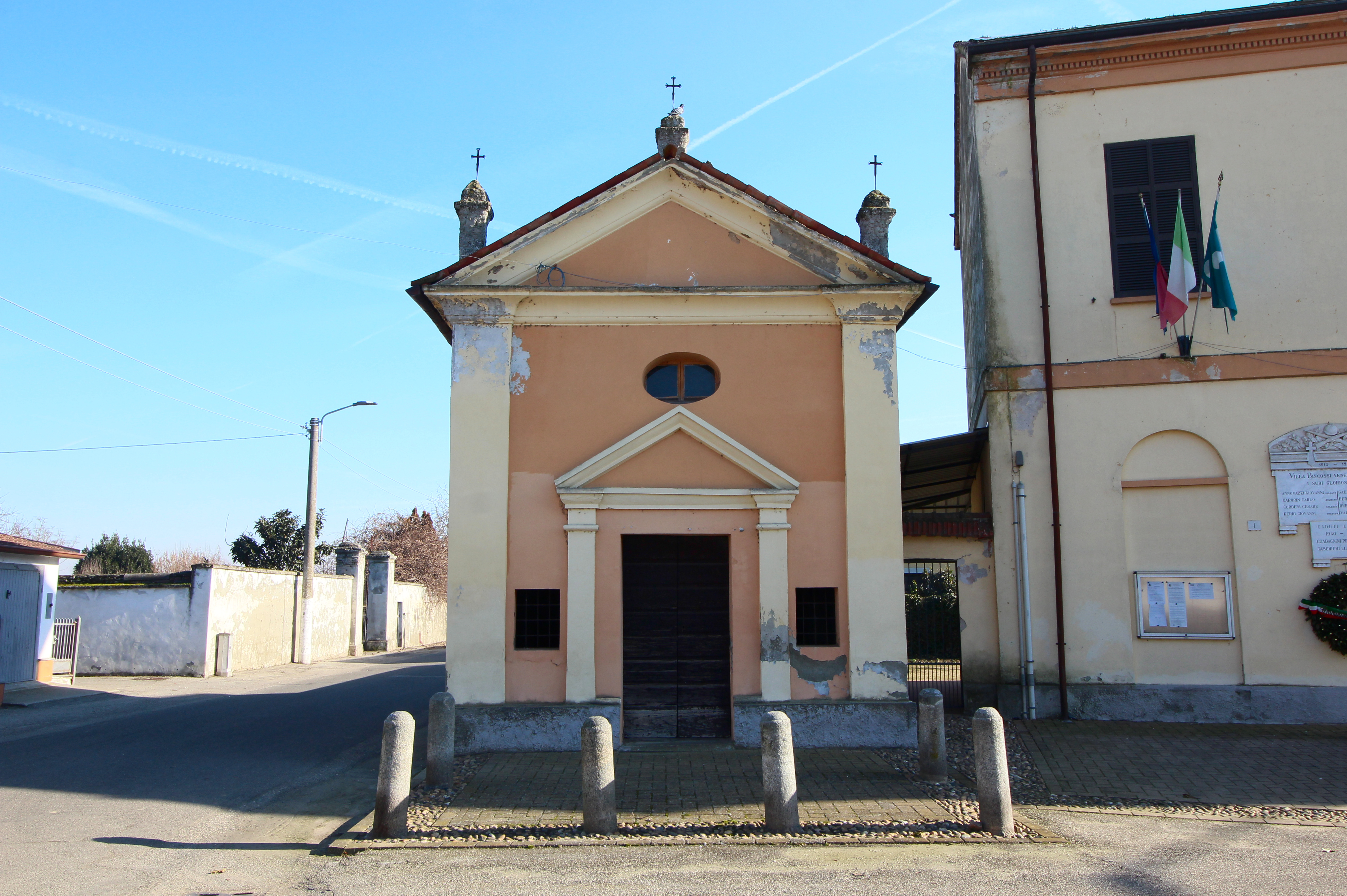
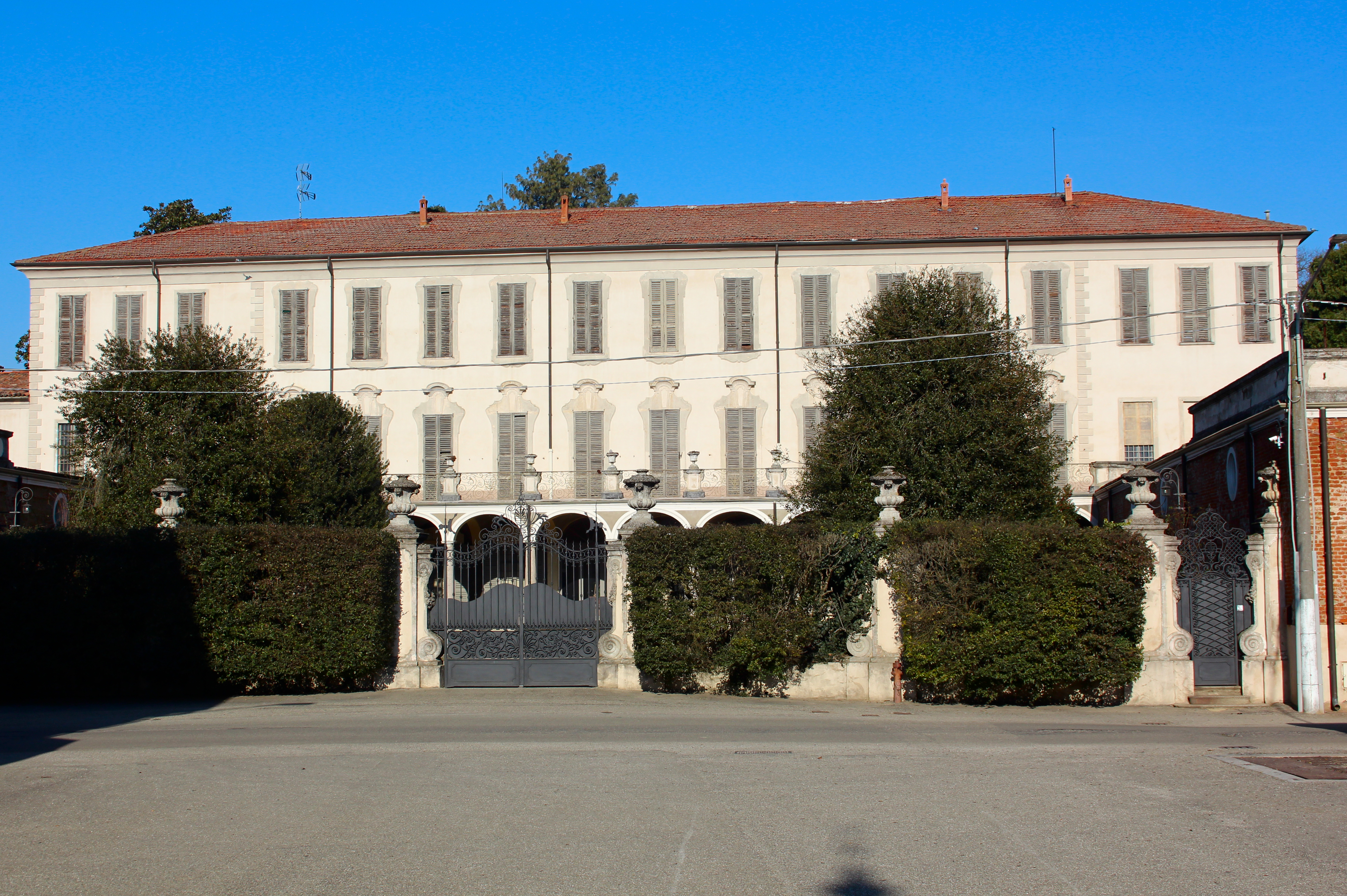
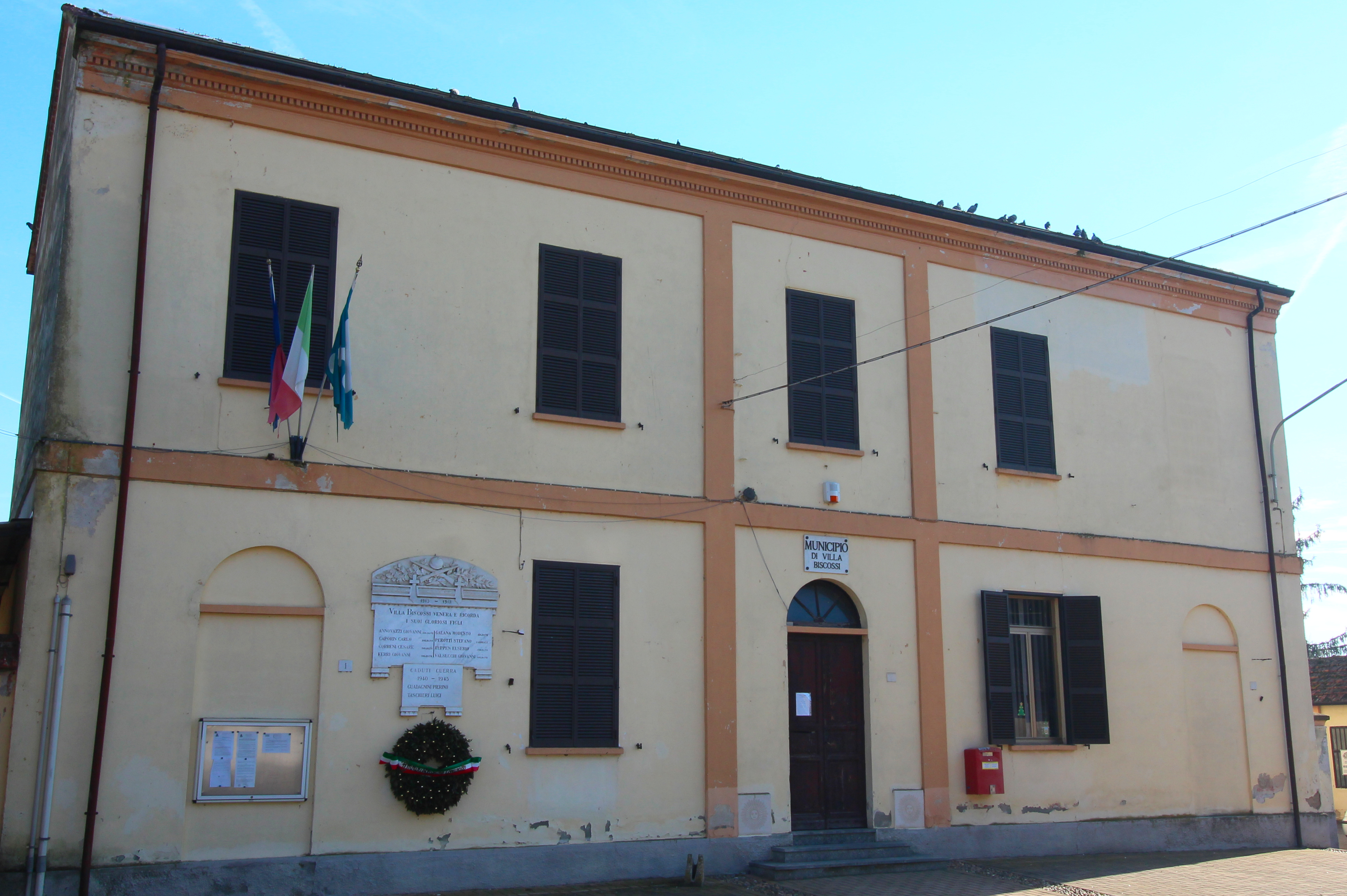